# Storia della Sicilia vandala
La dominazione vandala della Sicilia iniziò nel 440, con la conquista da parte del re Genserico, e si concluse tra il 484 e il 496, sotto il regno di Guntamundo, che perse l'ultima città vandala nell'isola, Lilibeo.

## Storia
Genserico divenne re dei vandali nel 428, alla morte del fratello Gunderico. Successivamente conquistò il Nordafrica occidentale e centrale. A Cartagine, la sua capitale, mise a punto una grande flotta con la quale, nel 440, sbarcò in Sicilia. I vandali inizialmente conquistarono la parte occidentale dell'isola, in particolare Palermo e impedendo anche alle navi bizantine di Teodosio II di approdare per provare a combattere i germani. Nel 441 una flotta romano-orientale contenente intorno ai 30.000 soldati fu inviata in Sicilia per riconquistarla, ma fu richiamata alla notizia dell'attacco di Attila all'impero romano d'oriente.
Nel 442 ciò che rimaneva dell'Impero romano d'Occidente riconobbe le conquiste vandale in Sicilia e Nordafrica e fu così creato uno stato vero e proprio. Nel 455 con una flotta di 60 navi conquistò la Sicilia e passò lo stretto dove compì il sacco di Roma. Nel 456, Genserico, con la sua flotta, si impossessò della Sardegna, della Corsica e delle isole Baleari. In Sicilia fu però sconfitto nella battaglia terrestre di Agrigento dal generale romano Ricimero. Fu solo nel 468 che i Vandali ottennero il completo controllo militare dell'isola.
Nel 476, infatti, Odoacre, re degli Eruli, iniziò una sanguinosa guerra contro i vandali, riscattando nei decenni successivi oltre metà del territorio della Sicilia con un tributo. Con Unnerico l'unica roccaforte vandala rimase l’area estremo occidentale con Lilibeo.
Sotto Gutemondo, nipote di Genserico, tra il 484 e il 496, la Sicilia fu conquistata interamente dagli ostrogoti. Gutemondo tentò ancora, senza successo, di ricuperare la Sicilia. Fu poi Teodorico a dare nel 500 in dote Lilibeo e il suo circondario al figlio di Gutemondo, Trasamondo, che aveva sposato sua sorella Amalafrida.